# エヴァン・ダナム
エヴァン・ダナム（Evan Dunham、1981年12月18日 - ）は、アメリカ合衆国の男性総合格闘家。オレゴン州ユージーン出身。エクストリーム・クートゥア所属。

## 来歴
小学校6年のとき、レスリングを始めた。オレゴン大学進学後の2000年にブラジリアン柔術の練習を始め、卒業後の2006年から総合格闘技のアマチュア大会に出場するようになった。この年、後にUFCタイトルコンテンダーとなるグレイ・メイナードと対戦したことがあった（結果は判定負け）。2007年にプロデビュー。翌年にかけて無傷の6連勝を飾る。
2009年1月、中堅プロモーションのPFCに出場、イーベン・カネシロに勝利すると、翌月にはUFCと契約、負傷欠場したデビッド・バロンに代わりUFC 95でペール・エクルンドの対戦相手に抜擢された。試合は1ラウンドに左ストレートでダウンを奪い、パウンドで追撃してTKO勝ちを収めた。
UFC2戦目は同年8月29日のUFC 102においてマット・ヴィーチとの対戦が予定されていたが、ヴィーチの欠場でマーカス・アウレリオに変更、試合は2-1で判定勝ちを収めた。
2010年1月11日、UFC Fight Night: Maynard vs. DiazでTUF 8優勝のエフレイン・エスクデロと対戦、序盤の劣勢を凌ぎ3ラウンドに腕ひしぎ十字固めで一本勝ちを収め、サブミッション・オブ・ザ・ナイトを受賞した。6月13日、UFC 115でエクストリーム・クートゥアでの練習相手であるタイソン・グリフィンと対戦、グリフィンから何度もバックポジションを奪うなどグラウンドで優位に立ち、2-1の判定勝ちでUFCでの連勝を4に伸ばした。
2010年9月25日、UFC 119でショーン・シャークと対戦し、1-2の判定負けを喫した。キャリア12戦目での初黒星となったものの、ファイト・オブ・ザ・ナイトを受賞した。
2011年1月22日、UFC: Fight for the Troops 2のメインイベントでメルヴィン・ギラードと対戦し、1ラウンドTKO負けで2連敗となった。この試合は元々ケニー・フロリアンとの対戦が予定されていたものの、フロリアンの欠場でギラードに変更された。
2013年5月18日、UFC on FX 8でライト級ランキング10位のハファエル・ドス・アンジョスと対戦し、判定負け。
2013年11月16日、UFC 167でライト級ランキング10位のドナルド・セラーニと対戦し、三角絞めで一本負け。
2014年7月16日、UFC Fight Night: Cowboy vs. Millerでライト級ランキング13位のエジソン・バルボーザと対戦し、TKO負け。
2016年9月17日、UFC Fight Night: Poirier vs. Johnsonでリック・グレンと対戦し、3-0の判定勝ち。ファイト・オブ・ザ・ナイトを受賞した。
2017年10月7日、UFC 216でライト級ランキング12位のベニール・ダリウシュと対戦し、0-1の判定で引き分けた。
2020年6月6日、150ポンド契約での試合となったUFC 250でハーバート・バーンズと対戦し、リアネイキドチョークで一本負け。

## 戦績

### プロ総合格闘技
| 総合格闘技 戦績 | 総合格闘技 戦績 | 総合格闘技 戦績 | 総合格闘技 戦績 | 総合格闘技 戦績 | 総合格闘技 戦績 | 総合格闘技 戦績 |
| --------------- | --------------- | --------------- | --------------- | --------------- | --------------- | --------------- |
| 28 試合         | (T)KO           | 一本            | 判定            | その他          | 引き分け        | 無効試合        |
| 18 勝           | 3               | 6               | 9               | 0               | 1               | 0               |
| 9 敗            | 4               | 2               | 3               | 0               | 1               | 0               |

| 勝敗 | 対戦相手                     | 試合結果                               | 大会名                                   | 開催年月日     |
| ×    | ハーバート・バーンズ         | 1R 1:20 リアネイキドチョーク           | UFC 250: Nunes vs. Spencer               | 2020年6月6日   |
| ×    | フランシスコ・トリナウド     | 2R 4:10 TKO（ボディへの膝蹴り）        | UFC Fight Night: Santos vs. Anders       | 2018年9月22日  |
| ×    | オリビエ・オービン＝メルシエ | 1R 0:53 TKO（膝蹴り→パウンド）         | UFC 223: Khabib vs. Iaquinta             | 2018年4月7日   |
| △    | ベニール・ダリウシュ         | 5分3R終了 判定0-1                      | UFC 216: Ferguson vs. Lee                | 2017年10月7日  |
| ○    | リック・グレン               | 5分3R終了 判定3-0                      | UFC Fight Night: Poirier vs. Johnson     | 2016年9月17日  |
| ○    | ジョー・ローゾン             | 5分3R終了 判定3-0                      | The Ultimate Fighter 22 Finale           | 2015年12月11日 |
| ○    | ロス・ピアソン               | 5分3R終了 判定3-0                      | UFC Fight Night: Bisping vs. Leites      | 2015年7月18日  |
| ○    | ホドリゴ・ダム               | 5分3R終了 判定3-0                      | UFC 182: Jones vs. Cormier               | 2015年1月3日   |
| ×    | エジソン・バルボーザ         | 1R 3:06 TKO（右ミドルキック→パウンド） | UFC Fight Night: Cowboy vs. Miller       | 2014年7月16日  |
| ×    | ドナルド・セラーニ           | 2R 3:49 三角絞め                       | UFC 167: St-Pierre vs. Hendricks         | 2013年11月16日 |
| ×    | ハファエル・ドス・アンジョス | 5分3R終了 判定0-3                      | UFC on FX 8: Belfort vs. Rockhold        | 2013年5月18日  |
| ○    | グレイゾン・チバウ           | 5分3R終了 判定2-1                      | UFC 156: Aldo vs. Edgar                  | 2013年2月2日   |
| ×    | TJ・グラント                 | 5分3R終了 判定0-3                      | UFC 152: Jones vs. Belfort               | 2012年9月22日  |
| ○    | ニック・レンツ               | 2R終了時 TKO（ドクターストップ）       | UFC on FOX 2: Evans vs. Davis            | 2012年1月28日  |
| ○    | シャマール・ベイリー         | 5分3R終了 判定3-0                      | UFC Fight Night: Shields vs. Ellenberger | 2011年9月17日  |
| ×    | メルヴィン・ギラード         | 1R 2:58 TKO（膝蹴り）                  | UFC: Fight for the Troops 2              | 2011年1月22日  |
| ×    | ショーン・シャーク           | 5分3R終了 判定1-2                      | UFC 119: Mir vs. Cro Cop                 | 2010年9月25日  |
| ○    | タイソン・グリフィン         | 5分3R終了 判定2-1                      | UFC 115: Liddell vs. Franklin            | 2010年6月12日  |
| ○    | エフレイン・エスクデロ       | 3R 1:59 腕ひしぎ十字固め               | UFC Fight Night: Maynard vs. Diaz        | 2010年1月11日  |
| ○    | マーカス・アウレリオ         | 5分3R終了 判定2-1                      | UFC 102: Couture vs. Nogueira            | 2009年8月29日  |
| ○    | ペール・エクルンド           | 1R 2:13 TKO（左ストレート→パウンド）   | UFC 95: Sanchez vs. Stevenson            | 2009年2月21日  |
| ○    | ダスティン・アクバリ         | 3R 0:40 チョークスリーパー             | PFC 12: High Stakes                      | 2009年1月22日  |
| ○    | イーベン・カネシロ           | 2R 3:05 TKO（パウンド）                | Rise FC: Bragging Rights 2               | 2008年9月13日  |
| ○    | クレーベル・ルシアーノ       | 3R ギロチンチョーク                    | PFP: Ring of Fire                        | 2007年12月9日  |
| ○    | タロン・ホフマン             | 1R 0:38 ギロチンチョーク               | DesertBrawl                              | 2007年9月28日  |
| ○    | マーク・ダウスト             | 1R 3:46 チョークスリーパー             | Elite Warriors Championship              | 2007年6月2日   |
| ○    | ナッサー・ルイス             | 1R 1:16 腕ひしぎ十字固め               | Rise FC 2: Hawaii vs. Mainland           | 2007年4月28日  |
| ○    | ガブリエル・マルティネス     | 5分2R終了 判定3-0                      | Gladiator Challenge 62: Sprawl or Brawl  | 2007年4月14日  |

### アマチュア総合格闘技
| 勝敗 | 対戦相手           | 試合結果          | 大会名                 | 開催年月日   |
| ×    | グレイ・メイナード | 3分3R終了 判定0-3 | SportFight 15: Tribute | 2006年4月8日 |

## 表彰
- ブラジリアン柔術 黒帯
- UFC ファイト・オブ・ザ・ナイト（4回）
- UFC サブミッション・オブ・ザ・ナイト（1回）